# Штеффен, Вилли
Вилли Штеффен (нем. Willi Steffen; 17 марта 1925, Берн — 3 мая 2005, там же) — швейцарский футболист, игравший на позициях защитника и полузащитника. Выступал за команды «Кантональ Невшатель», «Челси» и «Янг Бойз». Был первым швейцарским футболистом в Англии. В составе сборной Швейцарии сыграл 28 матчей — участник чемпионата мира 1950 года.

## Клубная карьера
Вилли Штеффен начинал футбольную карьеру в клубе «Кантональ Невшатель». В 1946 году он отправился в Англию изучать английский язык. Его учителем стала жена шотландца Билли Биррелла — тренера лондонского «Челси». После просмотра в команде в июле он подписал с клубом контракт. В составе «Челси» дебютировал 30 ноября в матче чемпионата Англии против «Дерби Каунти». Через два месяца Вилли стал одним из самых важных игроков команды, играя на позиции левого защитника. 
В сезоне 1946/47 он сыграл 15 матчей в чемпионате и 5 игр в Кубке Англии — в своём последнем матче за «Челси», состоявшемся 5 апреля 1947 года, Штеффен был капитаном команды. 
Вернувшись в Швейцарию, он продолжил выступать за «Кантональ Невшатель». С 1950 года играл за «Янг Бойз», с которым выиграл два кубка страны и три титула чемпиона Швейцарии. За всю карьеру Штеффен провёл в чемпионате 265 матчей.

## Сборная Швейцарии
В составе сборной Швейцарии Вилли дебютировал 8 апреля 1945 года в товарищеском матче против Франции, ранее он сыграл несколько неофициальных матчей, в том числе за вторую сборную. В июне 1948 года в матче с испанцами он впервые вывел команду в качестве капитана. 
В июне 1950 года Штеффен отправился со сборной на чемпионат мира в Бразилию. На турнире он не сыграл ни одного матча, так как незадолго до начала чемпионата сломал ребро в игре с югославами. Швейцария заняла только третье место и не смогла выйти в финальную часть чемпионата. За десять лет в сборной Вилли сыграл 28 матчей — в трёх встречах был капитаном.

## Достижения
«Янг Бойз»
- Чемпион Швейцарии: 1956/57, 1957/58, 1958/59
- Обладатель Кубка Швейцарии: 1952/53, 1957/58